# Горохова каша
Горо́хова ка́ша — каша, яку готують із розвареного у воді гороху з додаванням вершкового масла та (або) приправ.
Горохова каша може бути як самостійною стравою (часто вживається з обсмаженою на рафінованій соняшниковій олії ріпчастою цибулею, з додаванням чорного перцю), так і використовуватися як гарнір до риби та м'яса.

## Властивості
Горохова каша — це дієтичний продукт, має велику харчову цінність і калорійність. Її використовують спортсмени для відновлення сил і вегетаріанці як джерело рослинних білків і замінник м'яса.
Також використовують віруючі в період релігійних постів, коли доступ до білків тваринного походження суворо обмежений.

## Національна страва
Горохова каша є національною стравою в острівній державі Теркс і Кайкос — «грітс», що являє собою горохову кашу з морепродуктами, з додаванням молюсків, копченої риби або м'яса птиці, а також різноманітних овочів.
Горохову кашу також вважають національною стравою Чехії.

## Приготування

### Рецепт простої горохової каші
Інгредієнти на дві порції:
- 1 склянка (200 гр.) сухого гороху;
- Вершкове масло;
- Сіль.

Час приготування: 1,5–2 години (в залежності від якості гороху).
Спосіб приготування:

В. В. Похльобкін у книзі «Таємниці доброї кухні» стверджує, що варити цю кашу досить просто, але для приготування гарної горохової каші необхідно суворо дотримуватися основних правил:
1. Горох перебрати, промити і замочити в холодній воді на 8 годин;
2. Воду злити, залити свіжою холодною водою так, щоб вода покривала горох на 1 сантиметр;
3. Поставити на вогонь, довести до кипіння, перемішати, зняти піну, накрити кришкою, зменшити вогонь до мінімуму і варити на слабкому вогні, доки горох повністю не розвариться;
4. Після того як горох розвариться, посолити кашу і зняти з вогню;
5. Додати в кашу вершкове масло, перемішати і ретельно розім'яти до пюреподібного вигляду.

Особливості приготування:
- Перед приготуванням горох попередньо замочують у воді для зняття специфічного горохового запаху (у процесі замочування з гороху сходить непомітна верхня плівка, що присохла до кожної горошини — ця плівка і є джерелом «горохового» запаху, в той час як власне самі ядра гороху запаху не мають).
- Варіння гороху необхідно вести до повного википання води. Якщо горох зварився, а вода википіла не повністю, вогонь збільшувати не можна, інакше можна зіпсувати всю страву. Горох затвердіє, а білок відразу ж згорнеться, як у крутому яйці. Тому, якщо горох зварився, а вода залишилася, то воду потрібно просто злити, а краще дати википіти самій, відкривши кришку каструлі, не збільшуючи вогню. Під час варіння не можна доливати в горох холодну воду — тільки окріп, інакше страва буде несмачною.
- Солити горох можна лише в самому кінці варіння, після того, як горох повністю розвариться (в солоній воді горох розварюється повільніше).
- Одночасне варіння гороху з порізаною цибулею прискорює розварення гороху. На 200 гр. гороху треба мінімум 1 середня цибулина. Цибулю треба додавати в середині процесу варіння (наприклад, якщо варите горох 1 годину, цибулю додаєте через 30 хвилин).
- Якщо ви варите горох пів-дня, а він все не розварюється, то у вас — старий горох. Він лежав десь на складах роками і перевищився термін його зберігання, або він зберігався при дуже низькій вологості. Горох дуже висохнув і замочування у воді мало допоможе. Не дуже старий горох можна розварити десь за 1–1,5 години до пастоподібного стану. Для цього треба використовувати посуд з товстого алюмінію або з чавуну: гусятниця, каструля з чавуну, чавунна сковорода з важкою кришкою і т. д. Такий посуд стабільно підтримує максимальну температуру варіння, що не можуть звичайні каструлі.

Причини, чому горох погано розварюється або не розварюється: порушені терміни та умови зберігання (підвищена сухість повітря). У роздрібній торгівлі горох часто продають у відкритих контейнерах, що через деякий час призводить до порушення умов зберігання. Частина такого гороху з-за дещо повільної реалізації залежується і поступово висихає до такого стану, що його не можна нормально зварити. Горох, який продають у герметичній упаковці, не має таких проблем при умові, якщо до пакування були дотримані умови зберігання.